# Dipsadoboa duchesnii
Espèce
Synonymes
- Leptodira duchesnii Boulenger, 1901
- Dipsadomorphus brevirostris Sternfeld, 1908
- Leptodira nigeriensis Werner, 1913

Dipsadoboa duchesnii est une espèce de serpents de la famille des Colubridae.

## Répartition
Cette espèce se rencontre au Cameroun, en Côte d'Ivoire, au Ghana, en Guinée équatoriale, en République centrafricaine, en République démocratique du Congo (à l'exception du Sud de ce pays), en République du Congo, au Liberia, au Nigeria, en Sierra Leone et au Togo. Sa présence est incertaine au Bénin.

## Taxinomie
Une partie de la série type de Dipsadomorphus brevirostris est synonyme de Dipsadoboa duchesnii et une autre partie de Dipsadoboa viridis.

## Publication originale
- Boulenger, 1901 : Matériaux pour la faune du Congo batraciens et reptiles nouveaux. Annales du Musée royal du Congo belge, Tervuren, Belgique, vol. 2, p. 7-14.